# Crotalaria pygmaea
Crotalaria pygmaea är en ärtväxtart som beskrevs av Roger Marcus Polhill. Crotalaria pygmaea ingår i släktet sunnhampor, och familjen ärtväxter. Inga underarter finns listade i Catalogue of Life.